# Grächen
Grächen (toponimo tedesco) è un comune svizzero di 1 313 abitanti del Canton Vallese, nel distretto di Visp.

## Geografia fisica
Grächen si trova nella valle Mattertal.

## Monumenti e luoghi d'interesse

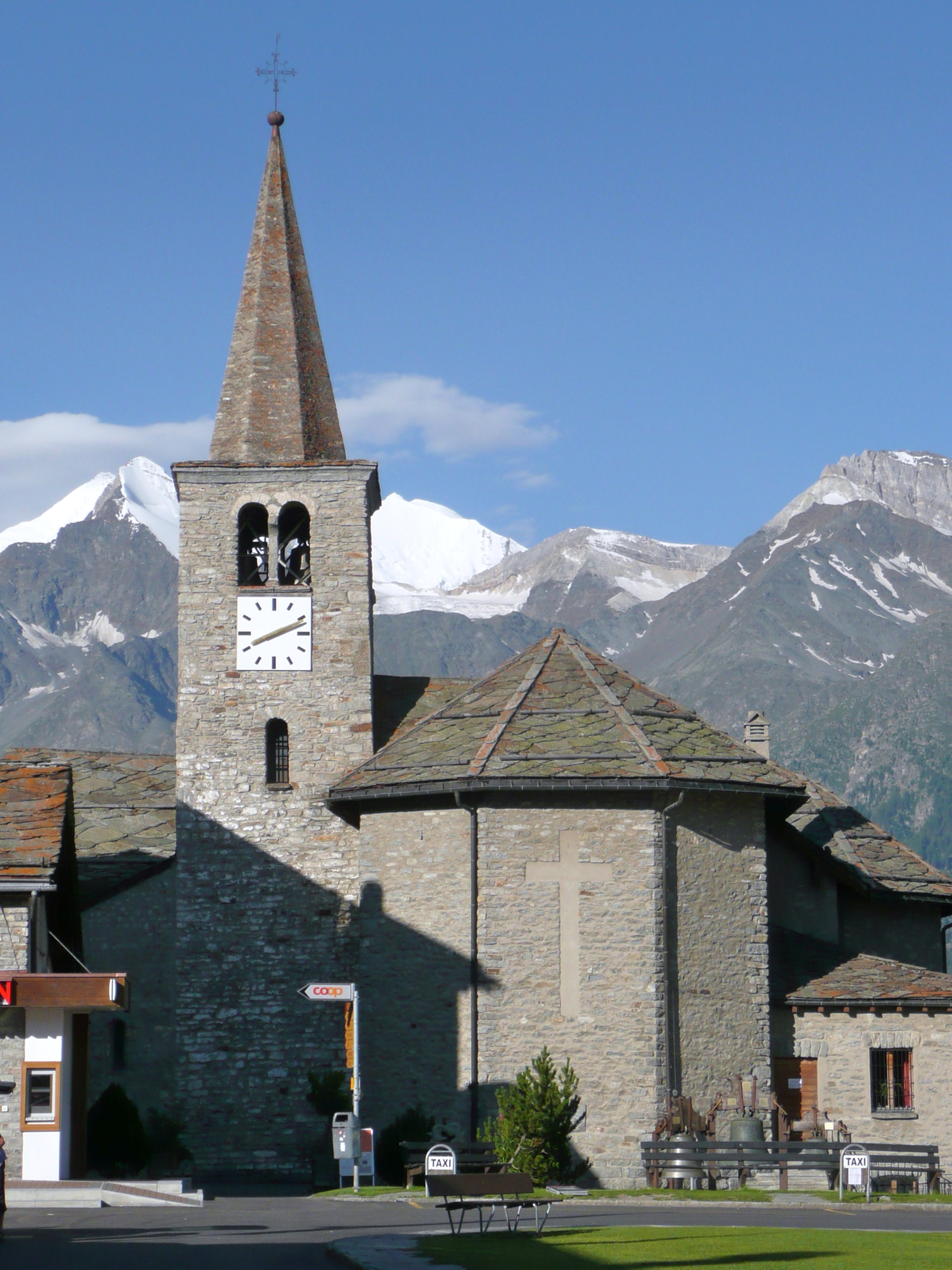
La chiesa di San Giacomo

- Chiesa parrocchiale cattolica di San Giacomo, eretta nel XVII secolo[1].

## Società

### Evoluzione demografica
L'evoluzione demografica è riportata nella seguente tabella:
Abitanti censiti

## Economia
Grächen è una località di villeggiatura e una stazione sciistica sviluppatasi a partire dagli anni 1950.

## Amministrazione
Ogni famiglia originaria del luogo fa parte del cosiddetto comune patriziale e ha la responsabilità della manutenzione di ogni bene ricadente all'interno dei confini del comune.